# Ritratto di giovane seduto con tappeto
Il Ritratto di giovane seduto con tappeto è un dipinto a olio su tavola (120×86 cm) di Rosso Fiorentino, databile al 1525-1527 circa e conservato nel Museo nazionale di Capodimonte a Napoli.

## Storia
Il dipinto proviene dalla collezione di Fulvio Orsini,  bibliotecario di casa Farnese, dove al numero sette del suo inventario figura un «quadro corniciato di noce, col ritratto d'un[a] giovane che siede sopra una tavola, del Rosso». Non è escluso che il quadro fosse stato realizzato in concomitanza o subito dopo il soggiorno del Rosso nel Castello di Cerveteri, ospite del ramo ducale dell'Anguillara degli Orsini.
Esso è ricordato con attribuzione al Rosso in un inventario del 1600, mentre col passaggio della collezione Orsini in quella del cardinale Odoardo Farnese, il dipinto fu invece assegnato a Tiziano ed esposto nella seconda sala del palazzo farnesiano di Roma, dove sicuramente rimase fino al 1653. Nel 1680 la tavola è invece registrata nella collezione Farnese di Parma come opera del Parmigianino, assegnazione che rimarrà fino al XX secolo. Risulta quindi dapprima nel palazzo del Giardino e poi nel 1708 in quello della Pilotta, col sigillo in cera lacca grigia col giglio farnesiano sul retro.
Come è noto la maggior parte dei beni farnesiani pervenne a Napoli entro il 1739, ereditati da Carlo di Borbone nel 1734, figlio di Elisabetta Farnese, ultima discendente della famiglia.
Fu solo Roberto Longhi, nel 1940, a restituire l'assegnazione dell'opera al Rosso, collocando l'esecuzione della tavola alla fine del soggiorno romano del pittore, quindi entro il 1527, o anche poco dopo questa data, quando il pittore fuggi dal sacco e lavorò tra Arezzo, Sansepolcro e Città di Castello, comunque prima del trasferimento definitivo in Francia, portando il ritratto ad essere l'ultimo eseguito dal Rosso.
Nel 1957 il dipinto fu interessato da un importante lavoro di restauro che eliminò tutte le ridipinture precedenti, che addirittura spostarono la figura del giovane da seduto sopra al tavolino a in piedi di fianco allo stesso.

## Descrizione e stile
Nonostante lo stato semifinito, l'opera è considerata un capolavoro della ritrattistica cinquecentesca, per l'eloquenza della posa fiera del giovinetto, che sta seduto su un tavolinetto coperto da un tappeto con una mano poggiata sul fianco, il gomito a compasso sporgente verso lo spettatore e l'altra mano reggente un libro: una posa a cui si dovette ispirare, ad esempio, Bronzino quando eseguì il Ritratto di giovane uomo con libro. L'espressione concentrata, resa espressiva dalla forte illuminazione, deriva dall'influenza del Parmigianino, che il Rosso dovette frequentare durante il suo soggiorno romano. Il volto si staglia infatti scultoreo, l'unica parte interamente portata a compimento del dipinto assieme al collo della camicia e al tappeto.
Lo sfondo è scuro, per far risaltare il protagonista, ma vi si scorgono alcuni dettagli dell'ambientazione, non un luogo di rappresentanza ma bensì uno spazio privato, probabilmente una camera da letto: a sinistra si vede un tendaggio verde con una banda rossastra, un portale, un'erma con capitello ionico; a destra una Madonna col Bambino devozionale a fondo oro, un tendaggio bardato sfarzosamente (forse un arazzo) e, curiosamente, una melagrana, usata spesso per simboleggiare l'unità della Chiesa e quindi pertinente nel caso di un giovane destinato a comandare le truppe magari pontificie. Al mondo militare fanno pensare anche alcuni dettagli che si intravedono nell'arazzo, come la piccola testa di cavallo bardata e altre finiture scarsamente leggibili.
Il ragazzo indossa un vestito nero, allacciato in vita, dotato di pantaloni, giubba e berretta, oltre alla camicia bianca, senza alcun tipo di ostentazione e di particolari sfarzosi (ad eccezione dell'orlo della camicia). Si tratta di un abbigliamento in voga tra i giovani dell'epoca che avevano raggiunto la maggiore età,  come a voler mettere in risalto la compostezza e il decoro di chi li indossava. Il tappeto caucasico che si vede sotto al giovane, che ricopre un tavolino posto in primo piano nella scena, è un dettaglio esotico che esalta il fascino che suscita l'opera: questo è infatti un prezioso panno stile turchesco, anatolico Ushak, decorato con rosoni uncinati e quadrilobi alla maniera di Hans Holbein il Giovane (pittore tedesco che usualmente raffigurava questo tipo di stoffe), i cui colori riassumono le tonalità cromatiche dell'intero dipinto.

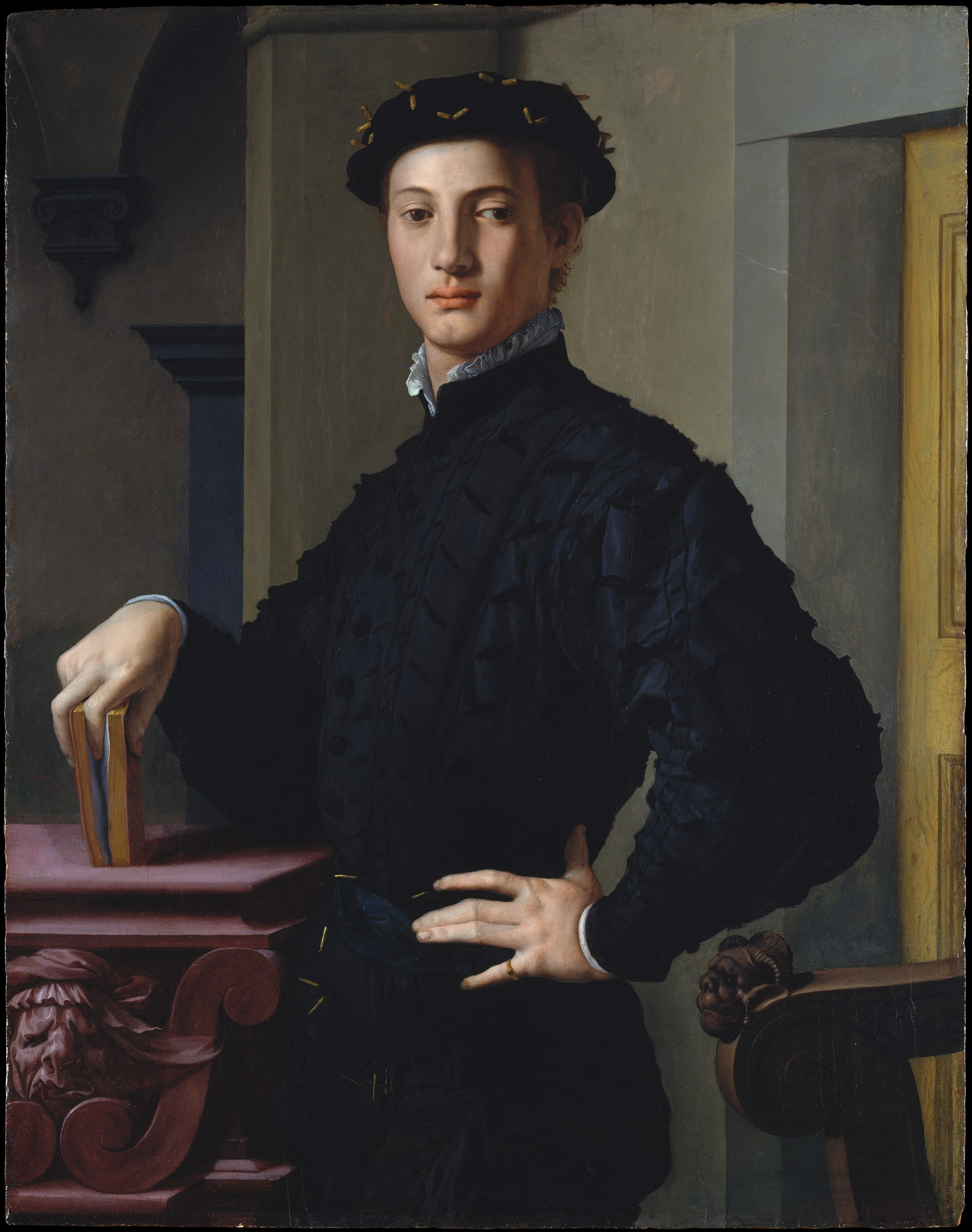
Ritratto di giovane uomo con libro (1540 ca.) - Bronzino, Metropolitan Museum of Art, New York
Dettaglio degli Ambasciatori (1533) - Hans Holbein il Giovane, National Gallery, Londra